# Thera expiata
Thera expiata är en fjärilsart som beskrevs av Rudolf Püngeler 1904. Thera expiata ingår i släktet Thera och familjen mätare. Inga underarter finns listade i Catalogue of Life.